# رود شیزونای
رودخانه شیزونای (به لاتین: Shizunai River) یک رود در ژاپن است که در Hokkaido Prefecture واقع شده‌است.